# Piovera
Piovera ([piò-ve-ra]; Piòvra in piemontese) è stato un comune italiano di 789 abitanti della provincia di Alessandria, in Piemonte. Il 1º gennaio 2018 si è fuso con Alluvioni Cambiò per formare il nuovo comune di Alluvioni Piovera.

## Storia

### Simboli
Lo stemma del comune di Piovera era stato concesso con decreto del presidente della Repubblica del 4 aprile 2007.
Il gonfalone è un drappo partito di bianco e di verde.

## Monumenti e luoghi d'interesse

### Monumenti civili
Il castello già possedimento dei Visconti nel XIV secolo, passa successivamente ai Balbi della Repubblica di Genova quando questi ultimi diventano feudatari di Piovera. Conserva parti tinteggiate a lutto per la morte di Napoleone Bonaparte. Dagli anni sessanta del 1900 il castello passa al conte Niccolò Calvi di Bergolo che decide di aprire le sale al pubblico. Ospita laboratori d'arte ed è inserito nel sistema dei "Castelli Aperti" del Basso Piemonte.

## Monumenti religiosi
La chiesa di San Michele Arcangelo

## Società

### Evoluzione demografica
Abitanti censiti

## Infrastrutture e trasporti
Tra il 1880 e il 1933 il comune fu servito dalla tranvia Alessandria-Sale.

## Amministrazione
Di seguito è presentata una tabella relativa alle amministrazioni che si sono succedute in questo comune.
| Periodo        | Periodo        | Primo cittadino  | Partito                                  | Carica  | Note  |
| -------------- | -------------- | ---------------- | ---------------------------------------- | ------- | ----- |
| 17 giugno 1985 | 1º giugno 1990 | Marco Bologna    | Partito Socialista Italiano              | Sindaco | [ 7 ] |
| 1º giugno 1990 | 24 aprile 1995 | Marco Bologna    | Partito Socialista Italiano              | Sindaco | [ 7 ] |
| 24 aprile 1995 | 14 giugno 1999 | Marco Bologna    | centro-sinistra                          | Sindaco | [ 7 ] |
| 14 giugno 1999 | 14 giugno 2004 | Marco Bologna    | lista civica                             | Sindaco | [ 7 ] |
| 14 giugno 2004 | 8 giugno 2009  | Renzo Pagella    | Unione Democratica per i Consumatori     | Sindaco | [ 7 ] |
| 8 giugno 2009  | 9 gennaio 2014 | Renzo Pagella    | lista civica: unione democratica Piovera | Sindaco | [ 7 ] |
| 26 maggio 2014 | 2017           | Enrico Boccaleri | lista civica: unione democratica         | Sindaco | [ 7 ] |